# Gare de Cabessut
La gare de Cabessut est une gare ferroviaire française fermée de la ligne de Cahors à Capdenac, située dans le quartier de Cabessut sur le territoire de la commune de Cahors, dans le département du Lot, en région Occitanie.
Elle est mise en service en 1886 par la Compagnie du chemin de fer de Paris à Orléans, et est fermée aux voyageurs en 1980.

## Situation ferroviaire
Établie à 123 mètres d'altitude, la gare de Cabessut est située au point kilométrique (PK) 662,653 de la ligne de Cahors à Capdenac, entre la gare de Cahors et celle fermée d'Arcambal.
La ligne, en mauvais état, n'a plus de circulations.

## Service des voyageurs
Gare fermée située sur une section de ligne déclassée.

## Patrimoine ferroviaire
L'ancien bâtiment voyageurs a été vendu à la ville de Cahors en 1998. Des animations culturelles y sont reçues à l'occasion.

## Galerie

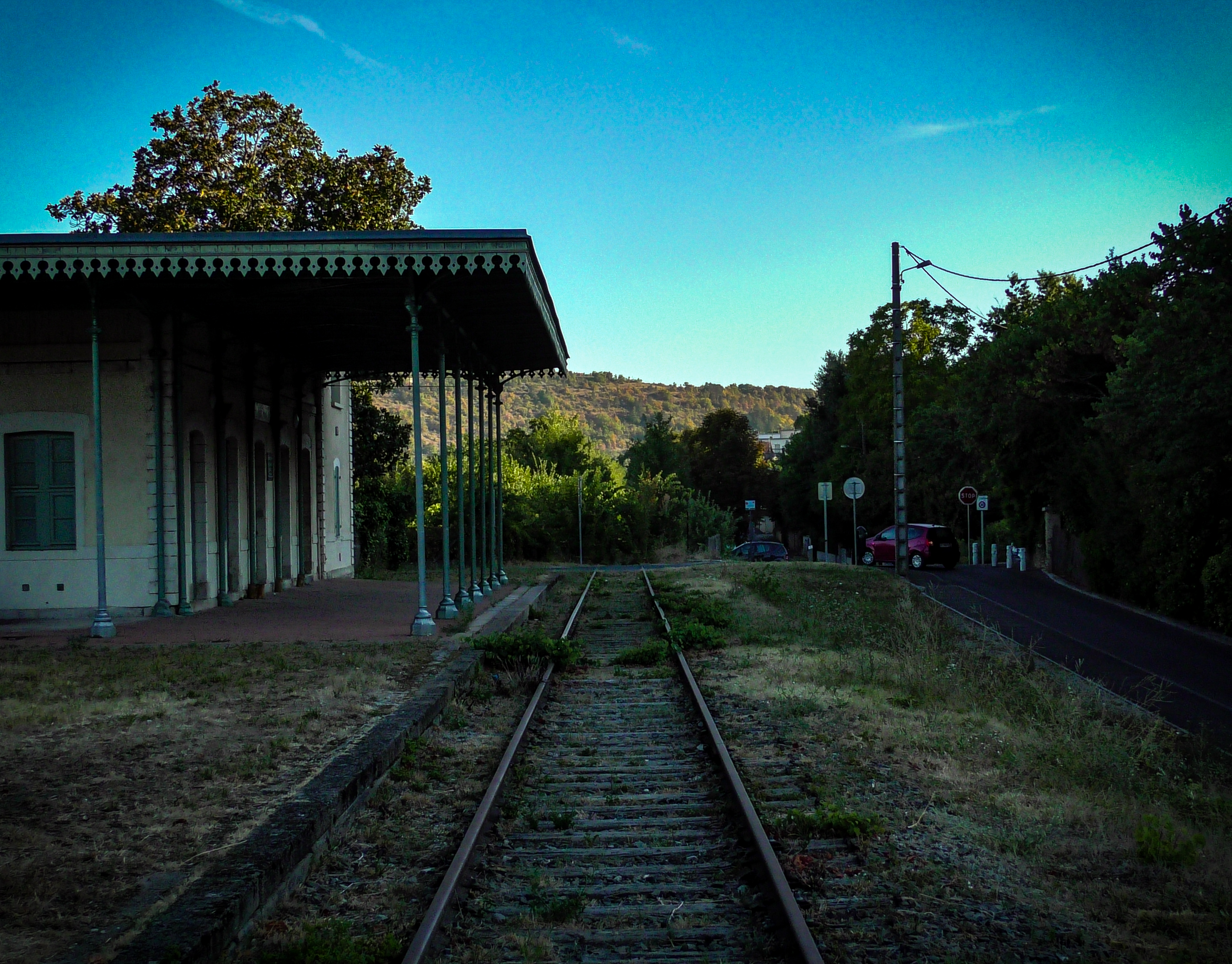
La voie en direction de Capdenac.
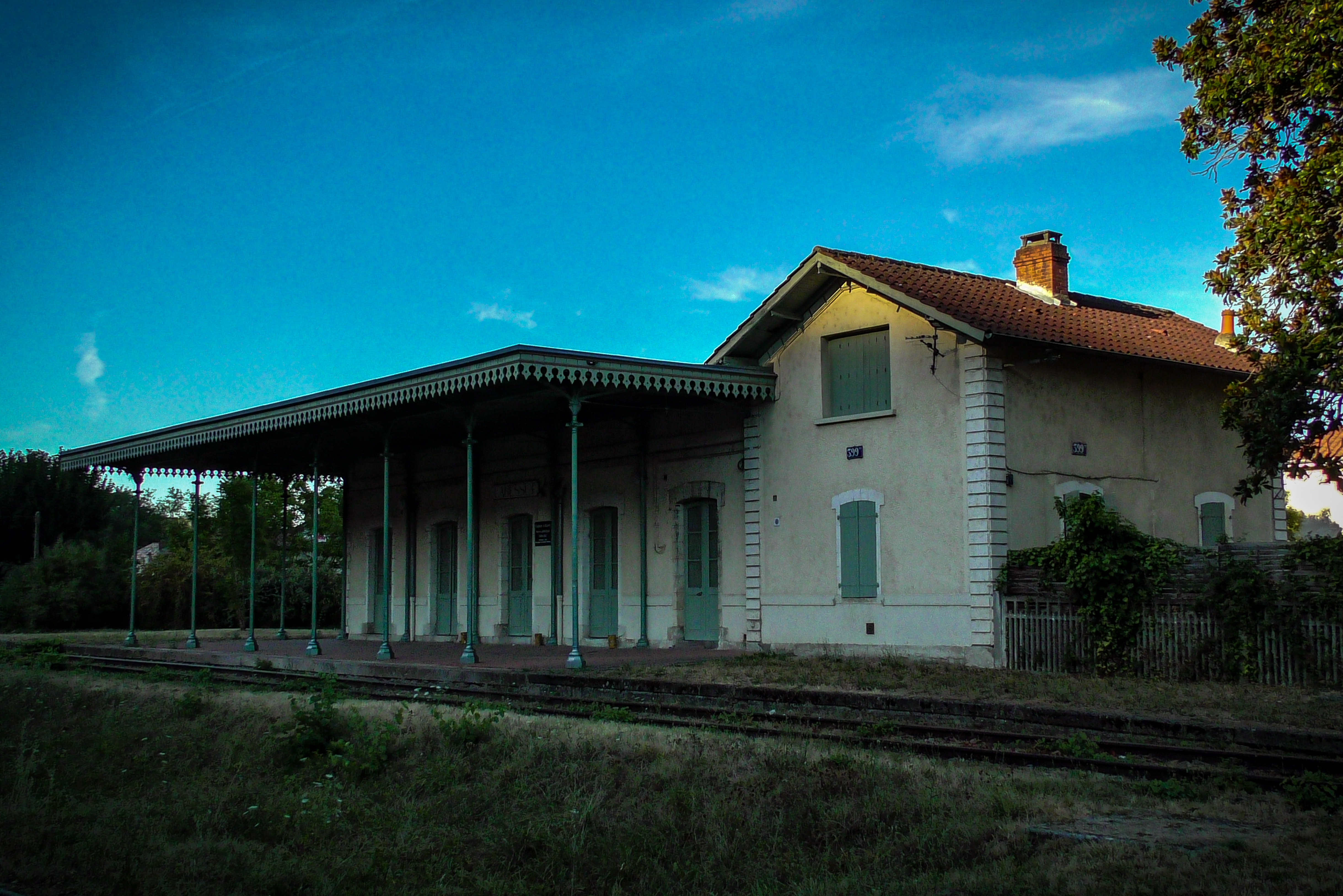
Les quais, l'ancien bâtiment voyageurs et la maison de garde-barrière.